# Back to Earth (Rare Earth)
Back to Earth è il quinto album in studio del gruppo musicale statunitense Rare Earth, pubblicato nel 1975.

## Tracce
1. It Makes You Happy (But It Ain't Gonna Last Too Long)
2. Walking Schtick
3. Keeping Me Out of the Storm
4. Delta Melody
5. Happy Song
6. Let Me Be Your Sunshine
7. Boogie With Me Children
8. City Life